# Lipocarpha reddyi
Lipocarpha reddyi là loài thực vật có hoa trong họ Cói. Loài này được S.S.Hooper mô tả khoa học đầu tiên năm 1986.